# Pilum

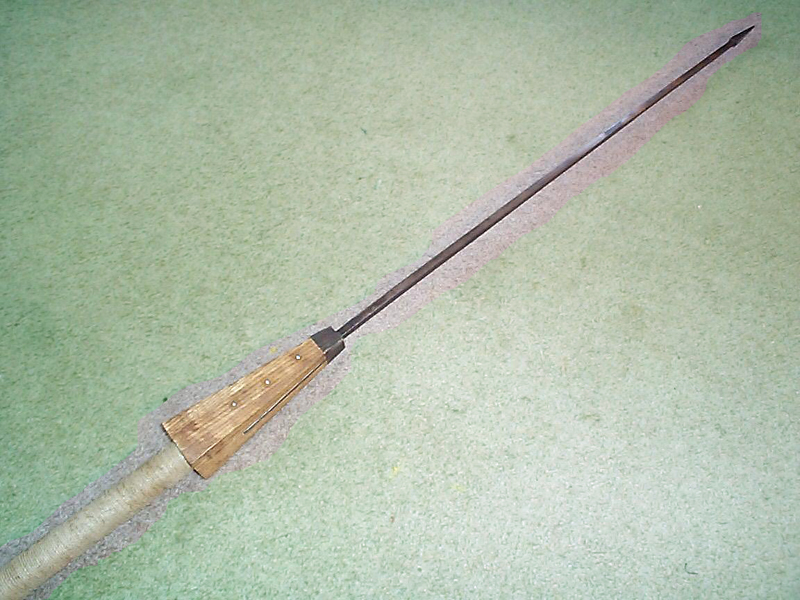
Rekonstrukce římského pila

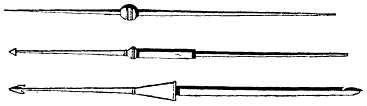
Různé typy římského pila

Pilum (stř.; množné číslo: pila) byl typ římského oštěpu. Používal se od konce čtvrtého století př. n. l. do konce třetího století n. l. Právě vržením pil zahajovali římští legionáři útok. Důmyslná technická vylepšení z těchto oštěpů učinila zbraň na svou dobu komplikovanou, zato vysoce účinnou.

## Charakteristika
Pilum, stejně jako jiné římské zbraně, prošlo řadou změn a zdokonalení. Délka římského pila činila přibližně 2 metry. Pila byla dvojího druhu: silná a slabá. Když se protivník přiblížil, všichni legionáři vrhli svá pila a vyrazili do útoku (velice účinná taktika). Každé pilum bylo vybaveno zpětnými háčky, aby si protivník nemohl oštěp z těla či štítu vytrhnout. Pokud oštěp zasáhl cíl, protivník byl většinou vyřazen z boje. Pokud se zabodl do štítu, jeho tíha tak vzrostla, že se nedal dál používat, ale jestliže si protivník štít s pilem ponechal, stejně s ním nedokázal manipulovat. Legionář navíc mohl pilum sešlápnout, čímž šel k zemi i štít, a protivník byl bezmocný. V pozdní republice bylo pilum zdokonaleno, a to prý samotným Gaiem Mariem. Do té doby tu část ratiště, která spočívala v kovové hlavici, držely dva železné hřeby. Ty však Marius údajně odstranil a nahradil dřevěným kolíkem, který se snadno zlomil. Toto pilum po dopadu nezůstalo rovné, ratiště se ohnulo. Cílem bylo nejspíš vyrobit oštěp, který by po prvním vržení nemohl nepřítel použít k protiútoku. V té době se na pilum už nepohlíželo jenom jako na oštěp, ale i jako na bodné kopí. Pokud římskou jednotku ohrožoval útok jízdy, legionáři se semkli a z pil vytvořili nepropustnou hráz. V raném císařství bylo pilum odlehčeno a manipulace s ním se zjednodušila. Přibylo k němu olověné závaží, které vržené pilum při letu stabilizovalo. Pilum, stejně jako jiné římské zbraně té doby, mělo skvělé vlastnosti a útok legionářů, kteří vrhli svá pila, tasili meč gladius a chránili se štíty zvanými scutum, se takřka nedal zastavit. Pilum bylo velmi účinnou zbraní, ale bylo složité je vyrobit. V období pozdního císařství se přestávalo užívat a nahrazovaly ho germánské oštěpy spiculum a vericulum. Ve čtvrtém století pilum stejně jako většina klasických římských zbraní zmizelo definitivně. 